# Свенсен, Юхан Северин
Ю́хан Севери́н Све́нсен (норв. Johan Severin Svendsen; 30 сентября 1840, Христиания — 14 июня 1911, Копенгаген) — норвежский композитор и дирижёр.

## Очерк биографии и творчества
Сын учителя музыки, учился у своего отца игре на скрипке и кларнете. В юности выступал как скрипач в оркестре и соло. После одного из концертов в Любеке получил поддержку богатого любителя музыки, позволившую поступить в 1863 г. в Лейпцигскую консерваторию к Фердинанду Давиду. Затем, однако, травма руки вынудила Свенсена переключиться на обучение композиции, и он окончил консерваторию в 1867 г. как ученик Морица Гауптмана, Эрнста Рихтера и Карла Райнеке.
В 1868‒1870 гг. жил в Париже, затем снова в Лейпциге. В 1872—1877 и 1880—1883 гг. руководил оркестром Музыкального общества в Христиании, в промежутке дирижировал в Германии (в том числе на Байройтском фестивале), Франции, Англии, Италии. В 1883 г. возглавил датский Королевский оркестр и руководил им до 1908 года.

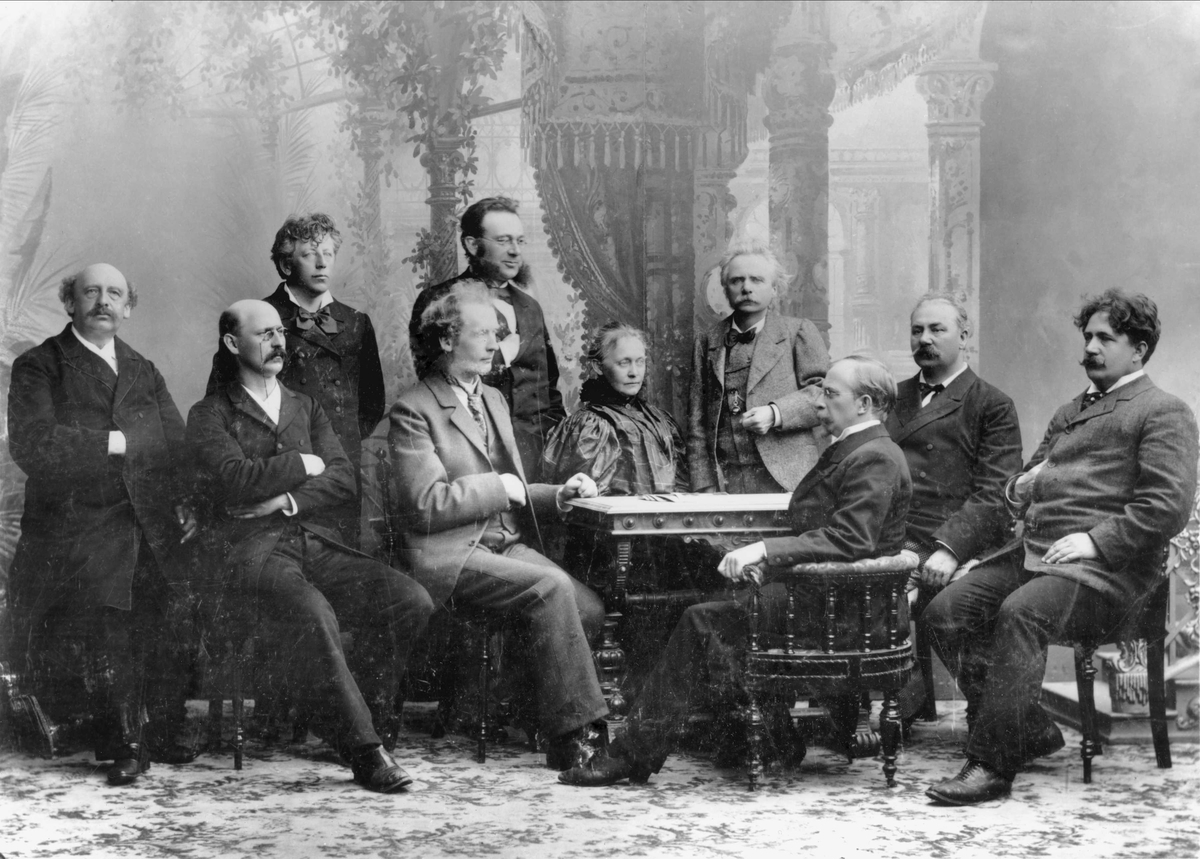
Норвежские композиторы на музыкальном фестивале в Бергене.
Слева направо: Каппелен, Кристиан, Эллинг, Катаринус, Ольсен, Оле, Герхард Шельдеруп, Ивер Холтер, Агата Баккер-Грёндаль, Эдвард Хагеруп Григ, Кристиан Август Синдинг, Юхан Северин Свенсен и Юхан Хальворсен
(фотограф Ниблин, Агнес; 1898)

Свенсену принадлежат две симфонии (1867 и 1874). Третья симфония также была написана, но единственный экземпляр партитуры был сожжён его первой женой в результате семейной ссоры (бытует мнение, что этот эпизод вдохновил Генрика Ибсена на эпизод с сожжением рукописи в «Гедде Габлер»). Свенсен написал для оркестра также четыре «Норвежские рапсодии» и ряд программных пьес, в том числе «Карнавал норвежских художников», «Карнавал в Париже», «Зорахайда», «Сигурд Злой». Среди других произведений скрипичный и виолончельный концерты, три струнных квартета. 
Наиболее исполняемым произведением Свенсена остаётся Романс для скрипки с оркестром (1881, впервые исполнен Станиславом Барцевичем).